# 绍莱区
绍莱区（法語：Arrondissement de Cholet）是法国曼恩-卢瓦尔省所辖的一个区。总面积2102.5平方公里，总人口224595，人口密度107人/平方公里（2017年）。主要城镇为紹萊。

## 辖区
绍莱区辖有32个市镇。